# Анантнаг (округ)
Анантнаг (англ. Anantnag) — округ в индийской союзной территории Джамму и Кашмир, в регионе Кашмир. Административный центр — город Анантнаг. Площадь округа — 3980 км². По данным всеиндийской переписи 2001 года население округа составляло 1 172 434 человека. Уровень грамотности взрослого населения составлял 46,5 %, что ниже среднеиндийского уровня (59,5 %). Доля городского населения составляла 14,4 %.

## Административное деление
Округ содержит техсилы:
- Кокернанг
- Шангус
- Анантнаг (город)
- Биджбехара
- Дору
- Пахалгам
- Казигунд (формируется).

## Политика
7 окружных собраний: Анантнаг, Девсар, Дуру, Кокернаг, Шангус, Биджбехара и Пахалгам.